# Cerro Manquehue
Cerro Manquehue är ett berg i Chile.   Det ligger i provinsen Provincia de Santiago och regionen Región Metropolitana de Santiago, i den södra delen av landet, 13 km nordost om huvudstaden Santiago de Chile. Toppen på Cerro Manquehue är 1 613 meter över havet, eller 681 meter över den omgivande terrängen. Bredden vid basen är 9,5 km. Cerro Manquehue ingår i Cordón de Manquehue.
Terrängen runt Cerro Manquehue är huvudsakligen kuperad, men söderut är den platt. Runt Cerro Manquehue är det mycket glesbefolkat, med 2 invånare per kvadratkilometer.. Närmaste större samhälle är Santiago de Chile, 13,3 km sydväst om Cerro Manquehue. 
Runt Cerro Manquehue är det i huvudsak tätbebyggt.